# Aechmea joannis
Aechmea joannis är en gräsväxtart som beskrevs av Strehl. Aechmea joannis ingår i släktet Aechmea och familjen Bromeliaceae. Inga underarter finns listade i Catalogue of Life.